# 1312 Vassar
1312 Vassar è un asteroide della fascia principale del diametro medio di circa 36,28 km. Scoperto nel 1933, presenta un'orbita caratterizzata da un semiasse maggiore pari a 3,0880990 UA e da un'eccentricità di 0,2193547, inclinata di 21,92452° rispetto all'eclittica.
Prende il nome dal Vassar College.